# يو إف سي 44
يو إف سي 44: بلا منازع (بالإنجليزية: UFC 44: Undisputed)‏ هو حدث لفنون القتال المختلطة نظمته يو إف سي، أُقيم في 26 سبتمبر 2003، على مركز أحداث ماندالاي باي في لاس فيغاس، نيفادا، الولايات المتحدة.